# 高橋駿
高橋 駿（たかはし しゅん、1990年1月13日 - ）は、日本の元男子バレーボール選手、指導者である。

## 来歴
熊本県上益城郡山都町出身。先輩に誘われ、母の勧めもあり、中学1年生からバレーボールを始める。
鎮西高等学校、中央大学を経て、2011/12シーズン、V・プレミアリーグ（当時のVリーグ1部リーグ）に所属するFC東京の内定選手となった。内定選手としてV・プレミアリーグの試合に出場し、Vリーグデビューを果たした。
2012年、大学卒業後に、FC東京に入団した。
2015年、FC東京を退団した。退団後は女子日本代表の指導に携わっていた。
2016年10月、世界クラブ選手権女子で、ホスト国として出場するPSL All-Stars（フィリピンスーパーリーグのオールスターチーム）のコーチを務めた。
2017年、Vリーグ昇格を目指すヴィクトリーナ姫路のコーチに就任。チームは2018年にV.LEAGUE DIVISION2 WOMEN(V2)に昇格し、2019年にV1に昇格した。

## 人物
- 2022年10月19日、元女子日本代表の江畑幸子と結婚した[4]。

## 所属チーム

### 選手歴
- 鎮西高等学校（2005-2008年）
- 中央大学（2008-2012年）
- FC東京（2012-2015年）

### 指導歴
- PSL All-Stars（2016年10月）
- ヴィクトリーナ姫路 コーチ（2017-）
- 女子日本代表 オフェンスコーチ（2023-）